# Solauricidina
Solauricidina es la venenosa aglicona del compuesto químico del glicoalcaloides solauricina. Se parece mucho a un isómero de solasonina. Solauricidine se produce en las plantas de la familia Solanaceae.